# Blairismo

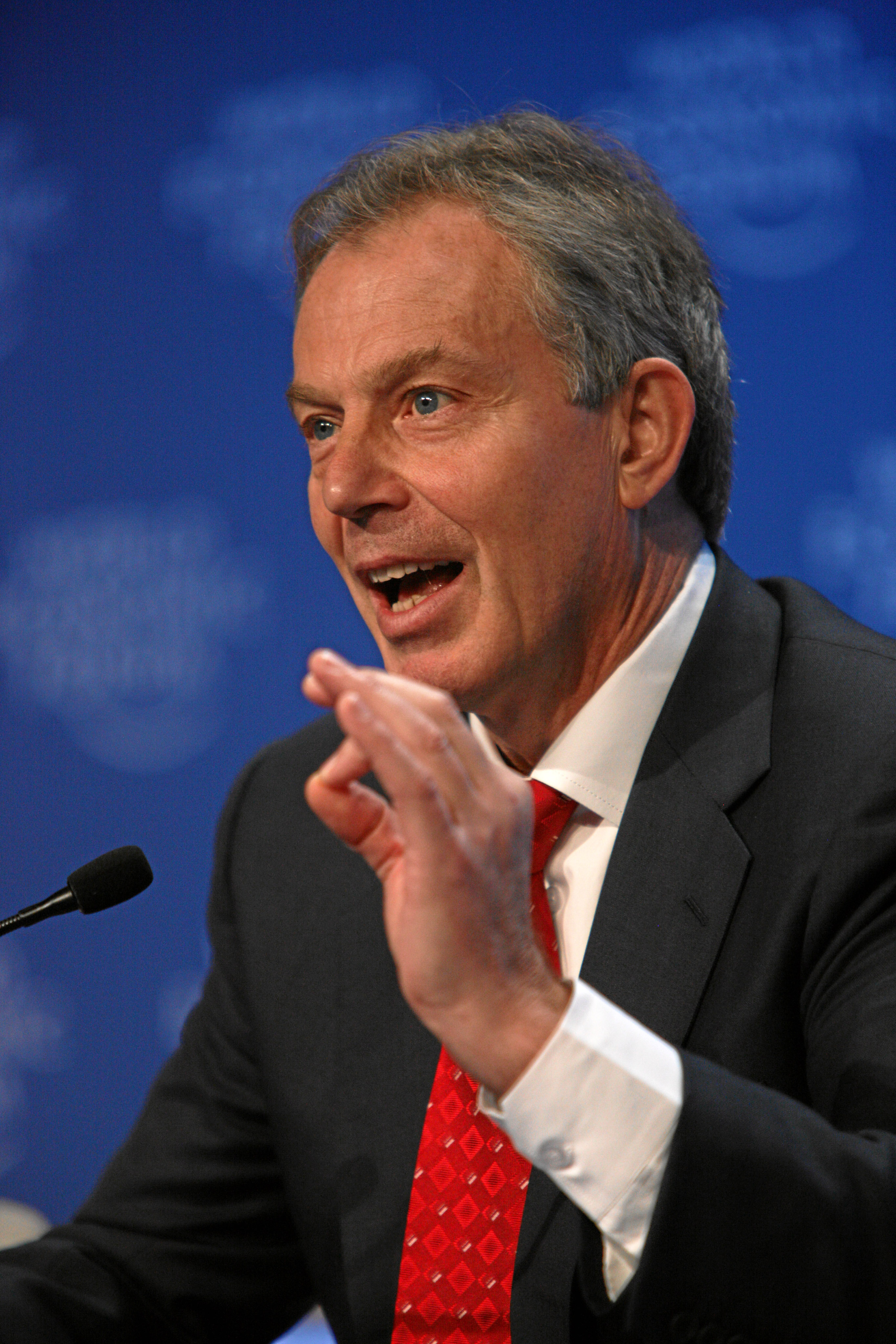
Tony Blair al Forum economico mondiale nel 2009

Il Blairismo (in inglese Blairism) è il termine con cui si descrive l'ideologia politica dell'ex Primo ministro del Regno Unito e leader del Partito Laburista Tony Blair, che lasciò entrambe le posizioni nel 2007. I seguaci del Blairismo sono chiamati Blairites.

## Ideologia

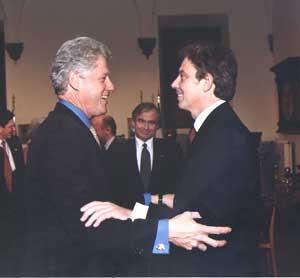
Il Presidente Bill Clinton (a sinistra) incontra Blair nel novembre 1999, il suo interlocutore nei loro reciproci punti di vista Atlantisti e enfasi sulla relazione speciale

Politicamente, Blair è stato identificato con gli investimenti record nei servizi pubblici, l'interventismo e l'atlantismo in relazione alle relazioni estere, il suo sostegno al rafforzamento della polizia, il suo interesse per la sorveglianza come mezzo per combattere il terrorismo e una forte attenzione all'educazione per promuovere la mobilità sociale. Nei suoi primi anni (circa 1994-1997), il Blairismo era anche associato all'integrazione europea e, in particolare, all'idea di una moneta comune, sebbene questo fosse scomparso quando i Laburisti avevano accesso al potere.
Il concetto è usato in particolare per contrastarlo con il Brownismo, che identifica quei membri del Partito Laburista collegati o identificati con Gordon Brown piuttosto che con Blair. Anche così, con Blair e Brown che concordano sulla maggior parte delle questioni politiche (dalla guerra in Iraq alle riforme del settore pubblico), alcuni esperti hanno notato che "le differenze tra Brownites e Blairites ... è più tribale che ideologica". Si pensa che questo sia dovuto a un disaccordo personale tra Blair e Brown su chi avrebbe dovuto partecipare alla corsa per la leadership laburista dopo la morte di John Smith nel 1994: sebbene Brown fosse considerato, all'inizio, Il più veterano dei due, ha aspettato fino a dopo il funerale di Smith per iniziare la campagna, quando Blair aveva già preso molte energie per farlo tornare indietro. Tuttavia, nel suo libro Whatever It Takes, Steve Richards offre un altro punto di vista, esponendo che ci sono stati significativi disaccordi tra i due politici riguardo alla questione della povertà relativa, il livello della spesa pubblica e la possibilità di scelta di una persona per i servizi pubblici.
Il Partito Laburista, è determinato a non perdere nuove elezioni dopo circa due decenni di assenza dal governo, e in relazione alla modernizzazione del partito derivante dalla creazione del "New Labour" (Nuovo Labour), il partito ha visto Brown ancora inquadrato nelle politiche dell'"Old Labour" (Vecchio Labour), temendo una nuova sconfitta che ciò comportava. È per questo motivo che Brown non ha avuto abbastanza sostegno, con molti leader laburisti che hanno sostenuto Blair; Inoltre, Blair era carismatico, giovane e molto competente nella sezione oratoria. Infine, Brown ha deciso di non competere con Blair, aprendo la strada per essere eletto leader del partito nel 1997.
Per molto tempo c'è stato un grande dibattito nella politica britannica sull'eredità di Blair. Ciò è stato intensificato nel settembre 2006, quando Blair ha annunciato la sua decisione di dimettersi e, soprattutto, nel maggio 2007, quando ha spiegato che avrebbe lasciato la carica di Primo Ministro il 27 giugno dello stesso anno. Mentre alcuni centristi come Gordon Brown o David Cameron sostenevano che il Blairismo era sicuro nelle loro mani, alcuni critici a sinistra, come John McDonnell, e il diritto, come Norman Tebbit, criticarono il loro valore per la società UK. Altri hanno persino ipotizzato che se la coalizione Blairista dovesse essere vista essenzialmente come un gruppo anti-conservatore e favorevole al mercato, i liberaldemocratici potrebbero essere i loro eredi.
Nel 1999, un articolo della rivista The Economist diceva:
L'eredità di Blair include anche l'espansione dei diritti della comunità LGBT, grazie all'introduzione dell'unione civile. Lo stesso Blair ha detto all'Organizzazione LGBT Stonewall che "quello che è successo è che la cultura del Paese è cambiata in modo definitivo" e che "è un fatto di cui non solo sono orgoglioso di me stesso, ma di fatto mi ha portato molta gioia." Blair ha anche detto che si è alzato dalla sedia e ha ballato quando ha visto le prime cerimonie di unioni civili in televisione.